# Zagórze Śląskie
Zagórze Śląskie – wieś w Polsce położona w województwie dolnośląskim, w powiecie wałbrzyskim, w gminie Walim.

## Położenie
Wieś jest usytuowana w dolinie Bystrzycy, pomiędzy Górami Sowimi i Górami Czarnymi.

## Podział administracyjny
W latach 1975–1998 miejscowość administracyjnie należała do województwa wałbrzyskiego. Graniczy ze wsiami: Jugowice, Niedźwiedzica, Dziećmorowice, Lubachów i Michałkowa.

## Nazwa
Pierwsza wzmianka o miejscowości w formie Kiensberg pochodzi z 1372 roku. Nazwa była później notowana także w formach Kinsberg (1429), Kiensperg (1547), Kinaw (1666-67), Kynau, Kynsberg, Königsberg (1785), Kynau (1845), Choina, Kynau (1896), Chojna, Kynau (1900), Kynau (1941), Chojna (1945), Chojnów, Choina (1945), Zagórze Śląskie (1947).
Najstarsze zapisy wskazują na formę Kiensberg, składającą się z niemieckich rzeczowników pospolitych der Kien (śrwniem. kien) ‘drzewo sosnowe’ i der Berg (śrwniem. berc) ‘góra, wzgórze, wzniesienie’. Być może była to także hybrydalna forma polsko-niemiecka, której pierwszy człon wywodził się od staropolskiego apelatywu kien, kna (psł. *kъnъ) ‘żywiczne drzewo sosnowe’. Z czasem człon Kien- uległ przekształceniu w Kyn-, a nazwa ugruntowała się w formie Kynau. Po II wojnie światowej jako przejściową stosowano polską nazwę Chojna. Ostatecznie ustalona została nazwa Zagórze Śląskie, którą oficjalnie przyjęto 15 marca 1947 roku.

## Historia
Wieś powstała jako osada związana z zamkiem Grodno i nosiła tą samą co zamek nazwę, co powoduje trudności z ustaleniem, czy dokumenty odnoszą się do miejscowości czy do zamku. Wiadomo, że w 1372 roku, istniał folwark u podnóża zamku. W kolejnych stuleciach Zagórze Śląskie należało do kolejnych właścicieli zamku.
W 1825 roku we wsi było 61 domów, folwark, wolne sołectwo, szkoła ewangelicka, przytułek, browar, gorzelnia, bielnik, 3 młyny wodne, olejarnia, tartak, młyn do mielenia kory dębowej, folusz, sezonowa cegielnia, 5 warsztatów bawełnianych oraz 53 warsztaty lniane. W drugiej połowie XIX wieku nastąpił remont i udostępnienie zamku zwiedzającym, co spowodowało przekształcenie się Zagórza w miejscowość letniskową.
Na początku XX wieku atrakcyjność Zagórza wzrosła wraz z uruchomieniem Kolei Bystrzyckiej oraz utworzeniem Jeziora Bystrzyckiego. W okresie międzywojennym w Zagórzu funkcjonowało 5 hoteli i pensjonatów, dysponujących około 100 miejscami noclegowymi oraz schronisko młodzieżowe z 38 miejscami i polem namiotowym.
Po II wojnie światowej miejscowość zachowała turystyczny charakter.
W 2018 roku przystąpiono do budowy Centrum Edukacji Ekologicznej „Choina” ze ścieżką edukacyjną i akwarium, dzięki któremu będzie możliwa obserwacja życie biologicznego w Jeziorze Bystrzyckim.

## Zabytki
Do wojewódzkiego rejestru zabytków wpisane są:
- zamek Grodno, z pierwszej połowy XIV w., XV w., w drugiej połowy XVI w., w latach: 1868-1869, 1904
- kościół parafialny pw. Świętego Krzyża, wzmiankowany w 1376 r.[8], obecny z około 1500 r., przebudowywany w 1866 r.; we wnętrzu gotyckie portale i rzeźby z XV wieku oraz ołtarz z przełomu XVI i XVII wieku

- zespół pałacowy, ul. Główna 13, z drugiej połowy XIX wieku:
  - pałac
  - powozownia, obecnie budynek gospodarczy
  - park
  - folwark
- dworzec kolejowy, murowano-szachulcowy, z 1902 r.
- zapora wodna na Bystrzycy tworząca Jezioro Bystrzyckie, zbudowana w latach 1912-1917, jedna z największych na Dolnym Śląsku[9]

inne zabytki:
- most, murowany z kamienia, wzniesiony około roku 1820[9]
- Kolej Bystrzycka

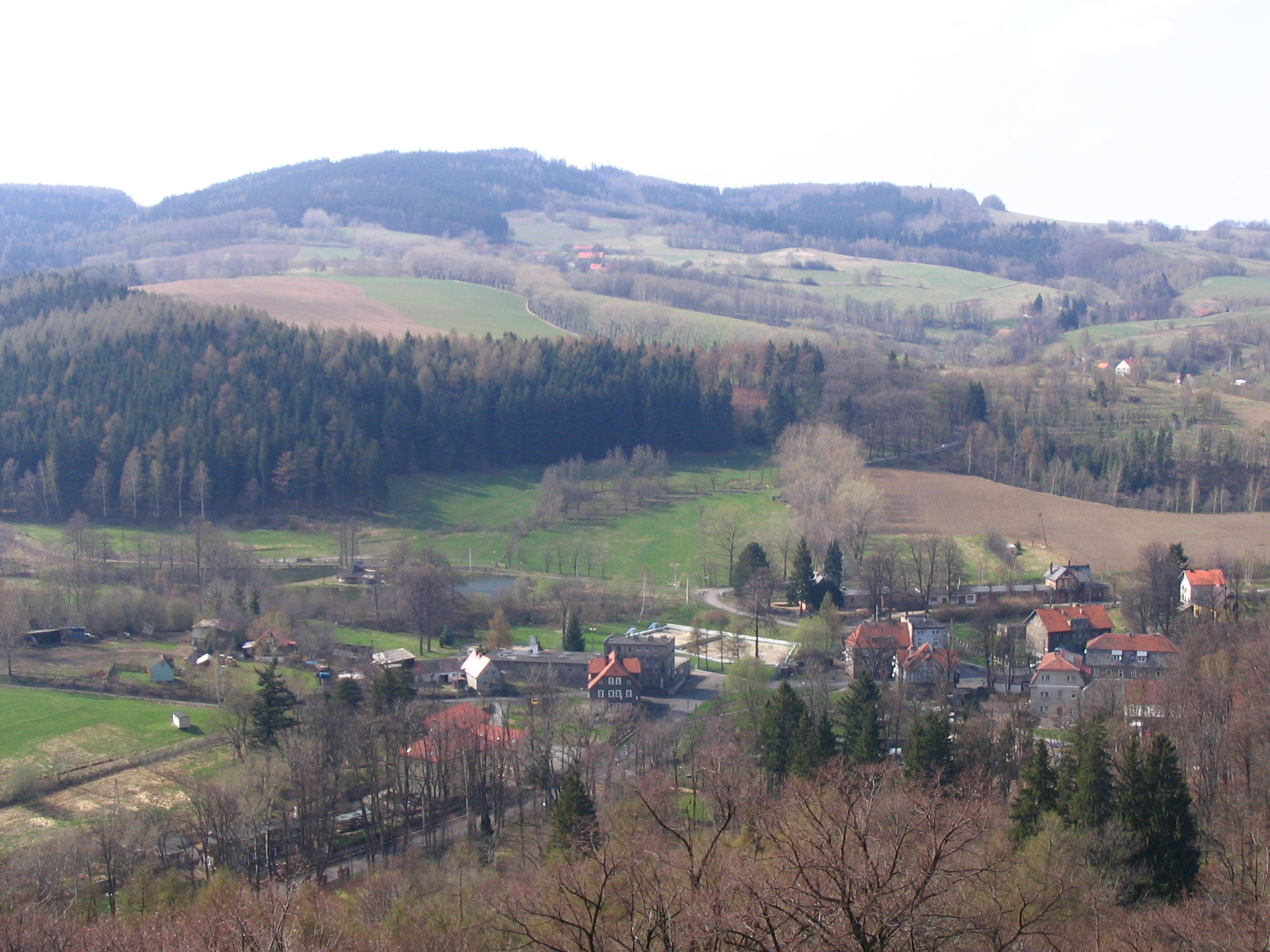
Wieś z wieży zamkowej
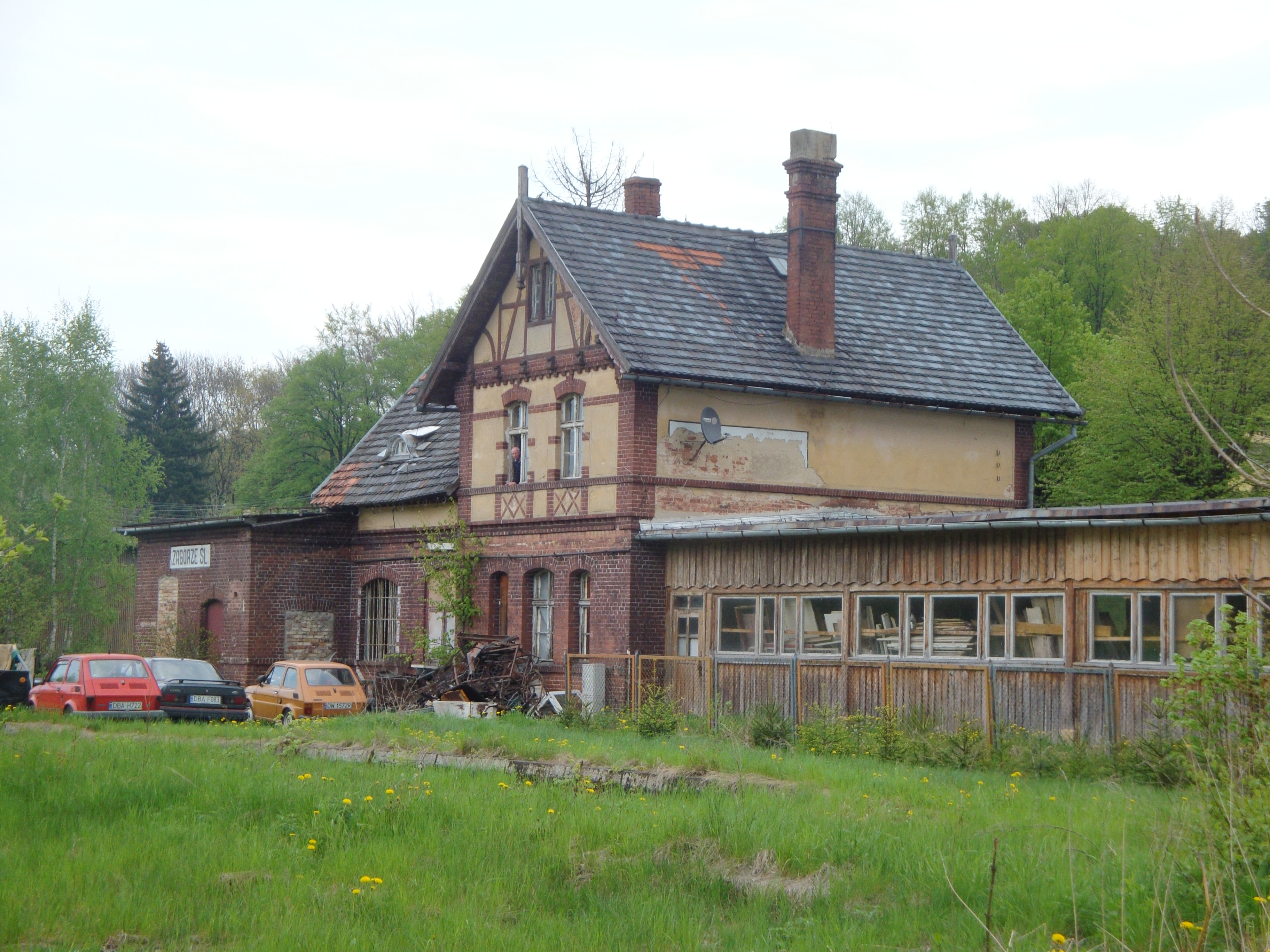
Dawny dworzec kolejowy
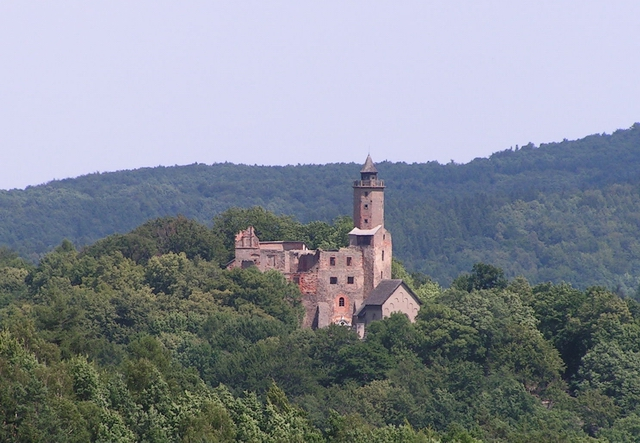
Zamek Grodno
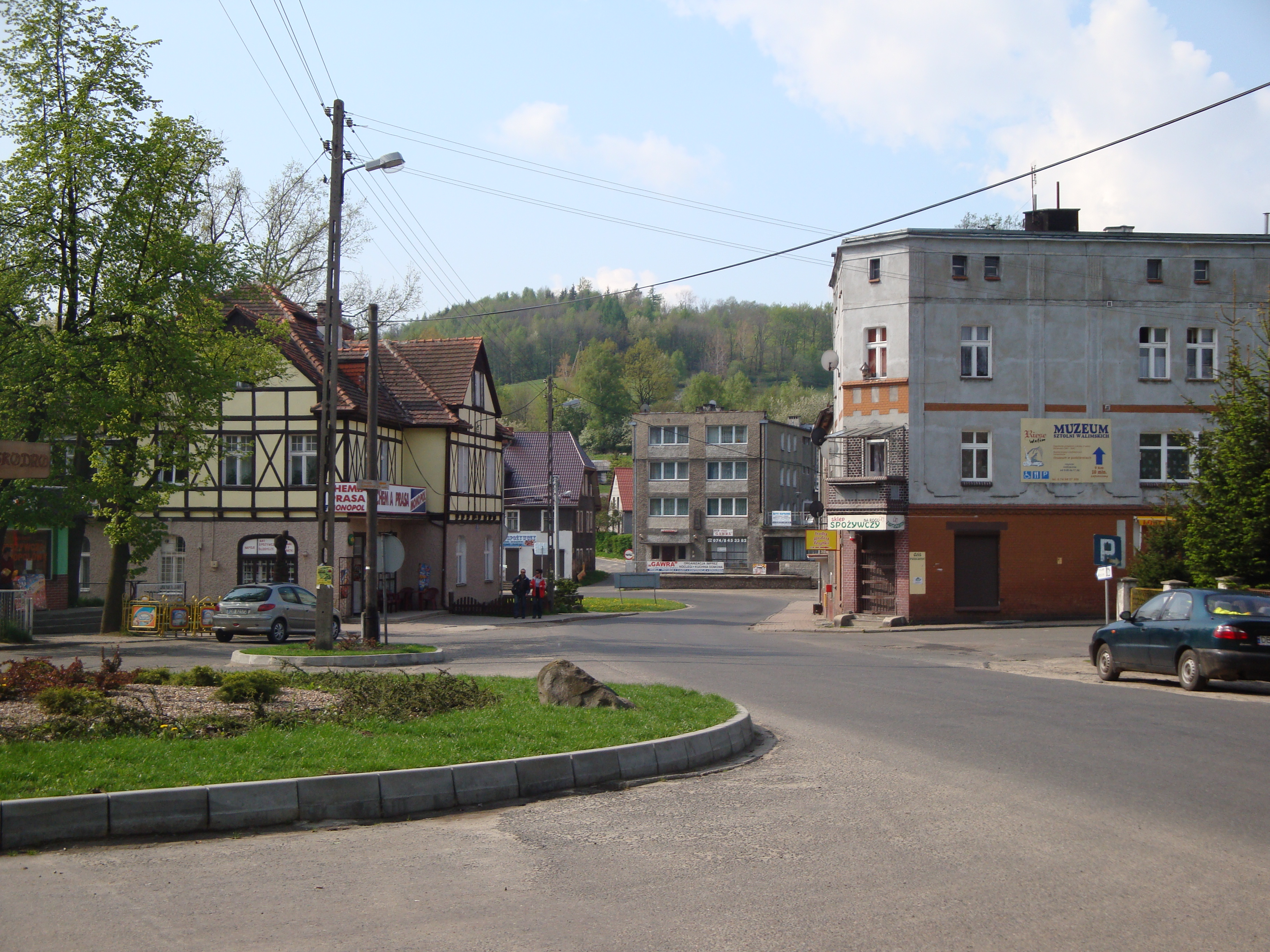
Centrum Zagórza
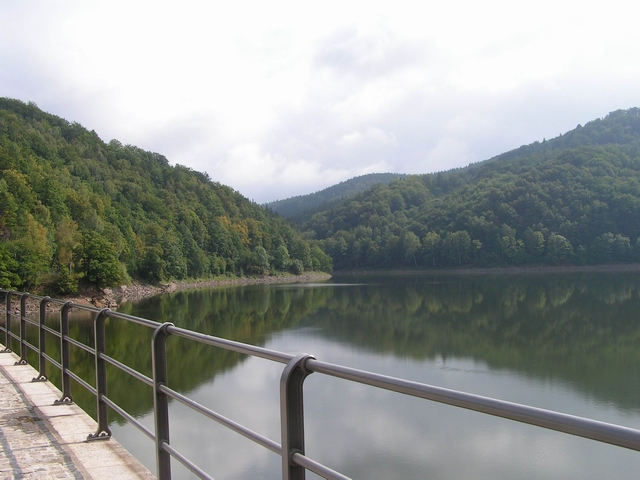
Jezioro Bystrzyckie
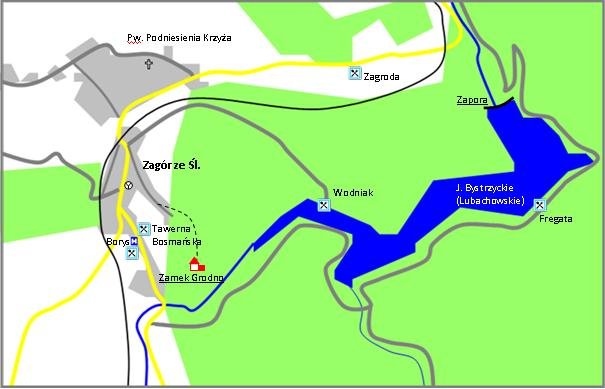
Mapa Zagórza
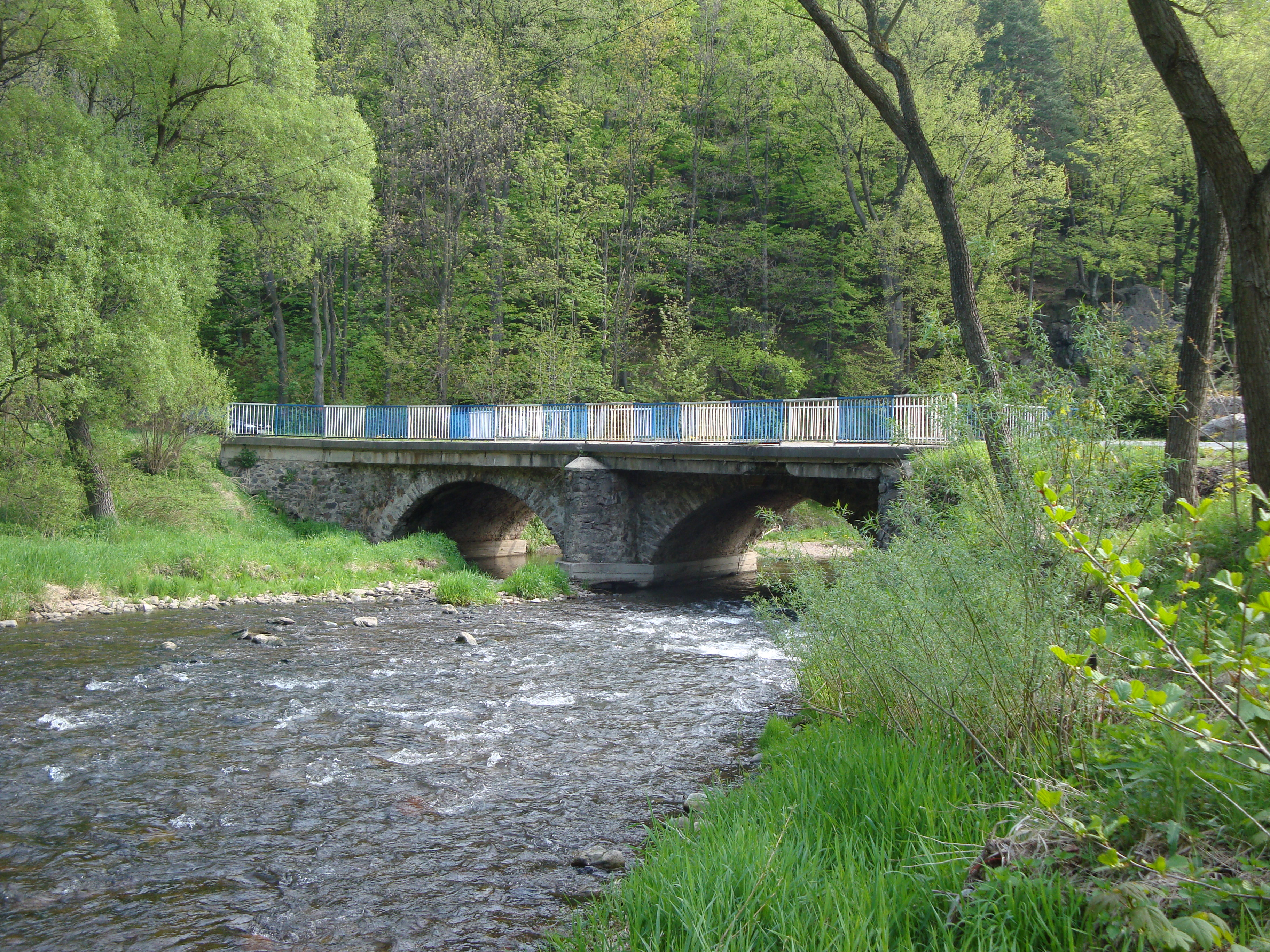
Most na drodze Lubachów–Zagórze

## Atrakcje turystyczne
- kładka dla pieszych na Jeziorze Bystrzyckim (w budowie; od 1968 do 2018 znajdował się w tym miejscu most linowy, w roku 2010 wyłączony z użytkowania z powodu złego stanu technicznego)[10][11],
- przystań sportów wodnych na Jeziorze Bystrzyckim,
- jarmark średniowieczny - organizowany co roku na Zamku Grodno
- Festiwal Filmów Amatorskich Biała Dama na Zamku Grodno
- Góra Choina wraz ze znajdującym się na niej rezerwatem

## Szlaki turystyczne
- Zielony:  Szlak Zamków Piastowskich do Grodźca
- Żółty:  żółty szlak: PKP Wałbrzych Główny – Zamek Nowy Dwór – Jedlina-Zdrój – Niedźwiedzica – Zagórze Śląskie – Zamek Grodno – Bystrzyca Górna – Świdnica – Ślęża – Wieżyca – PKP w Sobótce – Wrocław
- Niebieski:  Europejski długodystansowy szlak pieszy E3 Atlantyk – Morze Czarne